# Cremastra aphylla
Cremastra aphylla là một loài thực vật có hoa trong họ Lan. Loài này được T.Yukawa mô tả khoa học đầu tiên năm 1999.